# Sinh sản hữu tính

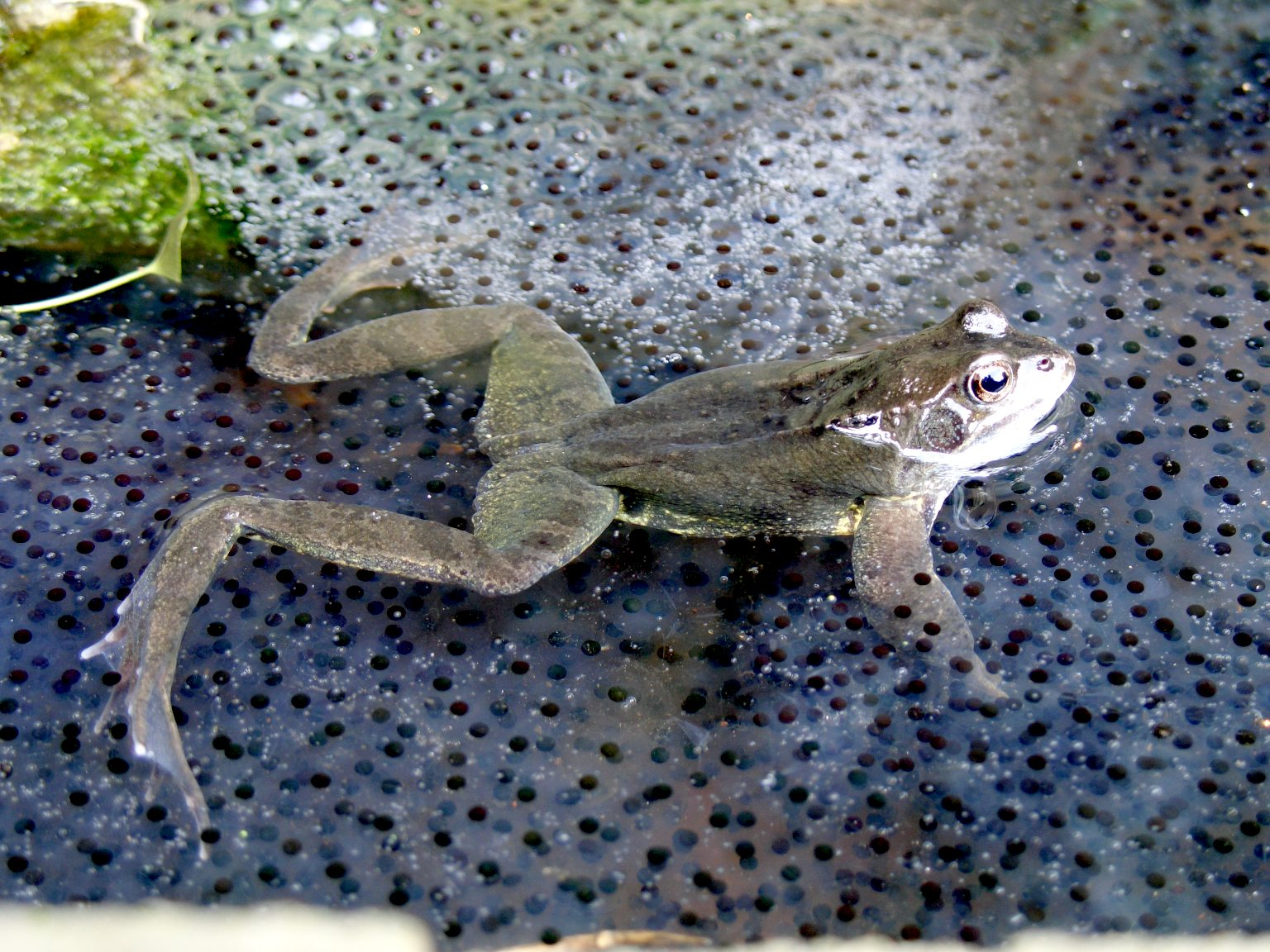
Một con ếch nằm trên bọc trứng đã thụ tinh

Trong giai đoạn đầu tiên của sinh sản hữu tính là "giảm phân", số lượng nhiễm sắc thể bị giảm từ lưỡng bội (2n) thành đơn bội (n). Trong suốt "quá trình thụ tinh", các giao tử đơn bội tập hợp với nhau tạo thành hợp tử lưỡng bội và số lượng nhiễm sắc thể ban đầu được phục hồi.

Sinh sản hữu tính (tiếng Anh: sexual reproduction) là một quá trình tạo ra một sinh vật mới bằng cách kết hợp vật chất di truyền từ hai sinh vật. Nó xảy ra ở cả những sinh vật nhân chuẩn và sinh vật nhân sơ: ở những sinh vật nhân chuẩn đa bào, một cá thể được tạo ra một lần nữa; còn ở những sinh vật nhân sơ, tế bào ban đầu có vật chất di truyền bổ sung hoặc chuyển đổi. Trong một quá trình được gọi là tái tổ hợp di truyền, vật chất di truyền (DNA) có nguồn gốc từ hai cá thể khác nhau cùng tham gia để mà các dãy tương đồng được xếp thẳng hàng với nhau, và theo sau bởi sự trao đổi thông tin di truyền. Sau khi nhiễm sắc thể tái tổ hợp mới được hình thành, nó sẽ được truyền cho thế hệ con cháu.
Sinh sản hữu tính là phương pháp sinh sản chính của phần lớn các sinh vật đa bào, bao gồm hầu như tất cả các loài động vật và thực vật. Sự phát triển của sinh sản hữu tính là một câu hỏi lớn. Các bằng chứng hóa thạch đầu tiên của sinh sản hữu tính ở sinh vật nhân chuẩn là từ kỷ Stenos, khoảng một tỷ đến một tỷ hai trăm triệu năm trước. Có hai quá trình chính trong sinh sản hữu tính ở sinh vật nhân chuẩn: giảm phân, liên quan đến việc giảm một nửa số lượng nhiễm sắc thể và thụ tinh, liên quan đến sự hợp nhất của hai giao tử và sự phục hồi số lượng ban đầu của nhiễm sắc thể. Trong giảm phân, các nhiễm sắc thể của mỗi cặp thường xuyên trao đổi thông tin di truyền để đạt được sự tái tổ hợp tương đồng. Tư tưởng của thuyết tiến hóa đề xuất một số giải thích cho lý do tại sao sinh sản hữu tính phát triển và tại sao nó được duy trì. Những lý do này bao gồm việc đấu tranh chống lại sự tích lũy các đột biến có hại, tăng tốc độ thích nghi với những thay đổi của môi trường, đối phó với sự cạnh tranh hoặc thích nghi để sửa chữa những tổn thương của DNA và che giấu những đột biến có hại. Việc duy trì sinh sản hữu tính đã được giải thích bằng những lý thuyết đúng với các cấp độ khác nhau của sự chọn lọc tự nhiên, mặc dù một số các mô hình này vẫn còn gây tranh cãi. Tuy nhiên, những mô hình mới được trình bày trong những năm gần đây đã đưa ra giả thiết về một lợi thế cơ bản cho sinh sản hữu tính ở các sinh vật phức tạp và sinh sản chậm, thể hiện những đặc tính phụ thuộc vào môi trường cụ thể mà các chủng loài đó sống, và các chiến lược tồn tại cụ thể mà chúng sử dụng.

## Vi khuẩn và vi khuẩn cổ
Ba quá trình riêng biệt ở sinh vật nhân sơ mà được xem như là tương tự với nguồn gốc và chức năng của giảm phân: 1) Sự chuyển đổi của vi khuẩn có liên quan đến sự kết hợp DNA ở ngoài vào nhiễm sắc thể của vi khuẩn, 2) Sự kết hợp của vi khuẩn là sự chuyển giao plasmid của DNA giữa các vi khuẩn, nhưng plasmid hiếm khi kết hợp vào nhiễm sắc thể của vi khuẩn, 3) Chuyển gen và trao đổi di truyền giữa các vi khuẩn cổ.
Sự chuyển đổi của vi khuẩn có liên quan đến sự tái tổ hợp vật chất di truyền và chức năng của nó chủ yếu là kết hợp với việc sửa đổi DNA. Sự chuyển đổi của vi khuẩn là một quá trình phức tạp được mã hóa bởi rất nhiều gen của vi khuẩn, và là sự thích nghi của vi khuẩn cho việc chuyển giao DNA. Quá trình này xảy ra tự nhiên ở ít nhất 40 chủng loài vi khuẩn. Với một vi khuẩn, để ràng buộc, kết hợp, và tái tổ hợp DNA ngoại sinh vào nhiễm sắc thể của nó, nó phải tiến vào một trạng thái sinh lý đặc biệt gọi là tải nạp (competence) (xem Tải nạp tự nhiên. Sinh sản hữu tính ở những sinh vật nhân chuẩn đơn bào đầu tiên có thể đã tiến hóa từ sự chuyển đổi của vi khuẩn, Hay từ quá trình tương tự ở vi khuẩn cổ (xem bên dưới).
Trái lại, sự kết hợp của vi khuẩn là một hình thức chuyển giao trực tiếp DNA giữa hai vi khuẩn thông qua một cơ quan phụ là lông kết hợp. Sự kết hợp của vi khuẩn được điều khiển bởi những gen plasmid, đã thích ứng với việc phát tán những bản sao của plasmid giữa các vi khuẩn. Sự sáp nhập không thường xuyên của một plasmid vào một nhiễm sắc thể của vi khuẩn chủ, và sự chuyển giao một phần của nhiễm sắc thể của vi khuẩn chủ ngay sau đó có vẻ như không phải là sự thích nghi của vi khuẩn.
Sự tiếp xúc của những chủng loài vi khuẩn dạng cổ ưa nhiệt độ cao thuộc chi Sulfolobus với các điều kiện làm tổn thương DNA gây ra sự tập hợp tế bào, được kèm theo bởi sự trao đổi dấu hiệu di truyền ở tần suất cao. Ajon et al. đưa ra giả thiết rằng sự tập hợp tế bào này giúp tăng cường khả năng sửa chữa DNA tùy theo chủng loài cụ thể bằng sự tái tổ hợp tương đồng. Sự chuyển giao DNA ở chi Sulfolobus có thể là một hình thức tương tác hữu tính ban đầu tương tự như sự chuyển đổi hệ thống ở vi khuẩn mà đã được nghiên cứu kỹ, và cũng có liên quan đến sự chuyển giao DNA tùy theo chủng loài cụ thể, dẫn đến sự tái tổ hợp tương đồng để sửa chữa các thương tổn DNA.

## Thực vật
Bài viết chính: Sinh sản ở thực vật
Động vật thường tạo ra các giao tử đực được gọi là tinh trùng, và giao tử cái gọi là trứng và noãn, ngay lập tức sau khi giảm phân, với giao tử được tạo ra trực tiếp bởi giảm phân. Trái lại ở thực vật, có quá trình nguyên phân xảy ra trong bào tử, mà được tạo ra bởi quá trình giảm phân. Các bào tử nảy mầm sang giai đoạn thể giao tử. Các thể giao tử của các nhóm thực vật khác nhau thì đa dạng về kích thước. Thực vật hạt kín có khoảng ba tế bào trong hạt phấn, còn rêu và các loại được gọi thực vật cổ đại khác có thể có đến vài triệu tế bào. Thực vật có sự luân phiên giữa các thế hệ khi mà giai đoạn bào tử được tiếp theo bởi các giai đoạn thể giao tử. Giai đoạn bào tử tạo ra bào tử trong bọc bào tử bằng cách giảm phân.

### Thực vật có hoa

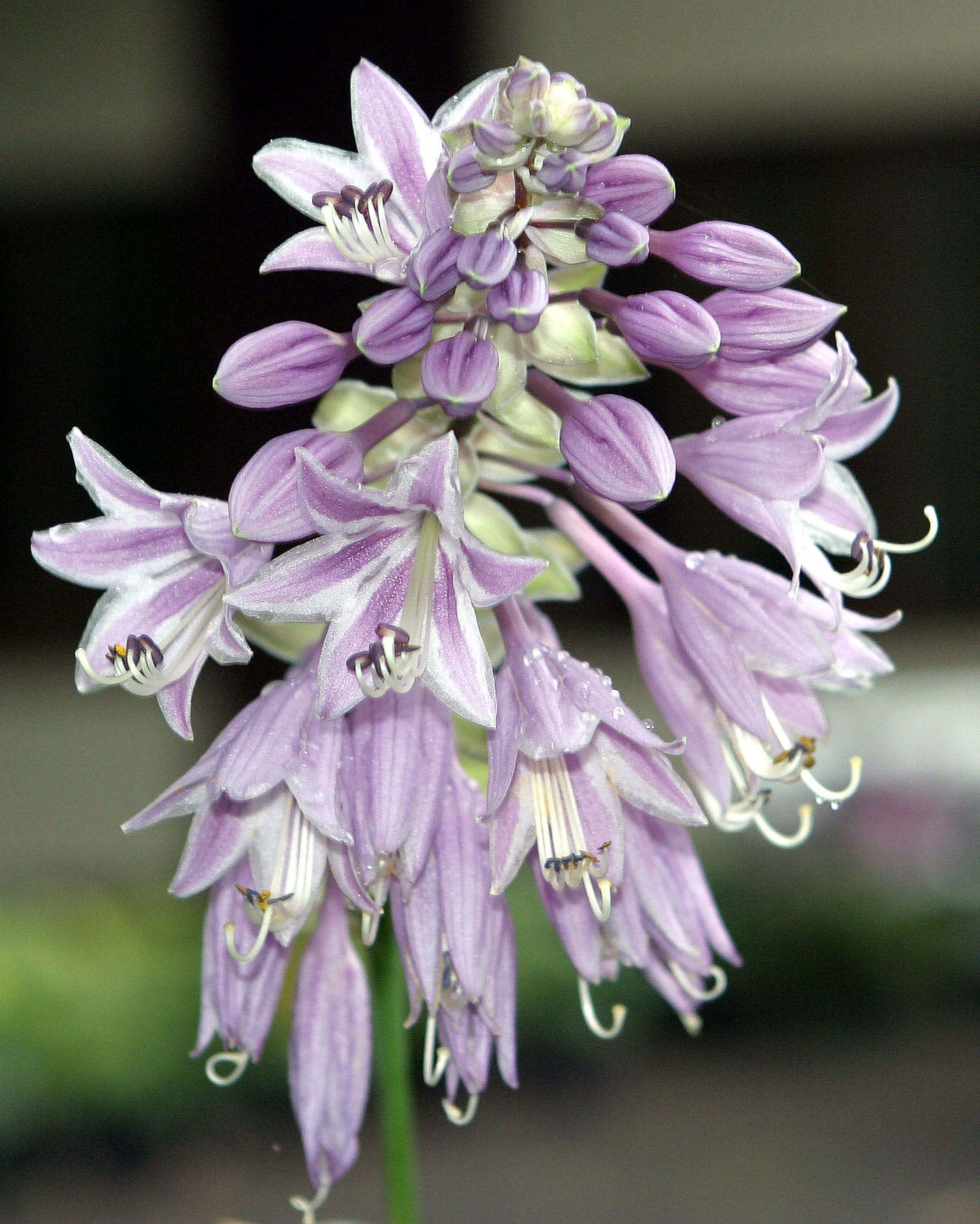
Hoa là những bộ phận hữu tính của thực vật có hoa.

Thực vật có hoa là những dạng thực vật chiếm ưu thế trên mặt đất và chúng sinh sản bằng những phương pháp vô tính lẫn hữu tính. Thường thì đặc điểm phân biệt nhất của chúng là các cơ quan sinh sản, thường được gọi là hoa. Bao phấn tạo ra hạt phấn mà có chứa thể giao tử đực (tinh trùng). Để sự thụ phấn xảy ra, hạt phấn phải gắn liền với đầu nhụy của cơ quan sinh sản giống cái (lá noãn), nơi mà thể giao tử cái (noãn) được đặt bên trong bầu nhụy. Sau khi ống phấn phát triển xuyên qua vòi nhụy của lá noãn, phần nhân tế bào giới tính từ hạt phấn sẽ di chuyển vào bên trong noãn để thụ tinh tế bào trứng và phần nhân nội nhũ bên trong thể giao tử cái bằng một quá trình được gọi là thụ tinh kép. Phần hợp tử được tạo ra sau đó sẽ phát triển thành phôi, trong khi phần nội nhũ tam bội (một tinh trùng và hai tế bào trứng) và phần mô noãn cái sẽ phát triển thành các mô bao quanh hạt đang lớn. Phần bầu nhụy, nơi tạo ra thể giao tử cái sau đó sẽ phát triển thành quả và bao lấy hạt. Thực vật có thể là tự thụ phấn hoặc là thụ phấn chéo. Những thực vật không có hoa như dương xỉ, rêu và rêu tản sử dụng những phương pháp sinh sản hữu tính khác.
Vào năm 2013, những bông hoa có niên đại từ Kỷ Creta (cách đây khoảng 100 triệu năm) được tìm thấy trong các khối hổ phách, là bằng chứng cổ nhất về sư sinh sản hữu tính ở thực vật có hoa. Các hình ảnh hiển vi cho thấy các ống phấn đang mọc ra và đâm xuyên qua đầu nhụy của hoa. Những hạt phấn này thì có tính dính, được cho là đã được mang đi bởi côn trùng.

### Dương xỉ
Dương xỉ chủ yếu tạo ra các thể bào tử lưỡng bội lớn với thân rễ, rễ và lá; và trên những lá có khả năng sinh sản được gọi là bọc bào tử thì các bào tử được tạo ra. Những bào tử này được giải phóng và nảy mầm thành các thể bào tử mỏng và ngắn, với hình dạng trái tim nhỏ, màu xanh điển hình. Các thể bào tử này hay còn gọi là tản (thallus), tạo ra cả các tinh trùng có thể di chuyển được từ túi đực, và các tế bào trứng từ các túi chứa noãn riêng biệt. Sau những con mưa hoặc khi sương đọng lại thành một lớp nước mỏng trên lá, các tinh trùng có khả năng di chuyển sẽ văng ra xa khỏi túi đực, mà thường nằm ở phần bên trên của túi chứa noãn. Tinh trùng sẽ bơi theo các lớp nước đến túi chứa noãn, là nơi mà chúng sẽ thụ tinh cho trứng. Để thúc đẩy sự thụ tinh chéo, tinh trùng được giải phóng trước khi trứng có thể nhận được tinh trùng, và có vẻ như tinh trùng sẽ thụ tinh cho trứng trên các tản khác. Một hợp tử được tạo thành sau khi thụ tinh, và sẽ phát triển thành một cây dạng bào tử mới. Tình trạng có các cây con thuộc thể bào tử và thể giao tử riêng biệt gọi là sự luân phiên của các thế hệ. Những thực vật khác cũng có hình thức sinh sản tương tự bao gồm Psilotum, Lycopodium, Selaginella và Equisetum.

### Các loài rêu
Các loại rêu, bao gồm rêu tản, rong nước, và ngành rêu đều sinh sản hữu tính hoặc sinh dưỡng. Chúng là những loại thực vật nhỏ được tìm thấy phát triển ở các nơi ẩm ướt và cũng như các loại dương xỉ, chúng có tinh trùng di chuyển được với roi và cần nước để tạo điều kiện cho sinh sản hữu tính. Những thực vật này bắt đầu bằng một bào tử đơn bội mà sẽ phát triển thành một dạng trội hơn, và là một cơ thể đơn bội đa bào với những cấu trúc giống như lá, có khả năng quang hợp được. Những giao tử đơn bội được tạo ra trong túi đực và túi chứa noãn bằng sự nguyên phân. Tinh trùng được giải phóng từ các túi đực phản ứng với những hóa chất giải phóng ra từ các túi chứa noãn đã chín. Và tinh trùng sẽ bơi đến các túi chứa noãn trong một lớp nước mỏng để thụ tinh với tế bào trứng và từ đó tạo ra hợp tử. Hợp tử phân chia bởi quá trình nguyên phân và phát triển thành thể bào tử lưỡng bội. Thể bào tử lưỡng bội tạo ra những cấu trúc gọi là nang bào tử, liên kết với túi chứa noãn bằng tơ cứng. Những nang bào tử này tạo ra các bào tử bằng sự giảm phân, và khi chín, phần nang sẽ nở bung ra và giải phóng các bào tử. Rêu cho thấy sự thay đổi đáng kể trong những cấu trúc sinh sản của chúng và những gì ở trên chỉ là phác họa cơ bản. Cũng như trong một vài chủng loài, mỗi cây có một giới tính trong khi ở vài chủng loài khác, cả hai giới tính trên cùng một cây.

## Các loài nấm
Bài viết chính: Giao phối ở nấm
Các loại nấm được phân loại theo những cách thức sinh sản hữu tính mà chúng áp dụng. Kết quả của sinh sản hữu tính hầu như thường là sự tạo ra những bào tử ngủ yên, mà quen với việc chịu đựng những thời kỳ khí hậu khắc nghiệt để phát tán. Có 3 giai đoạn đặc trưng trong quá trình sinh sản hữu tính ở nấm: tích lũy hợp chất nguyên sinh (plasmogamy), kết hợp nhân (karyogamy) và giảm phân.

## Động vật

### Các loài côn trùng

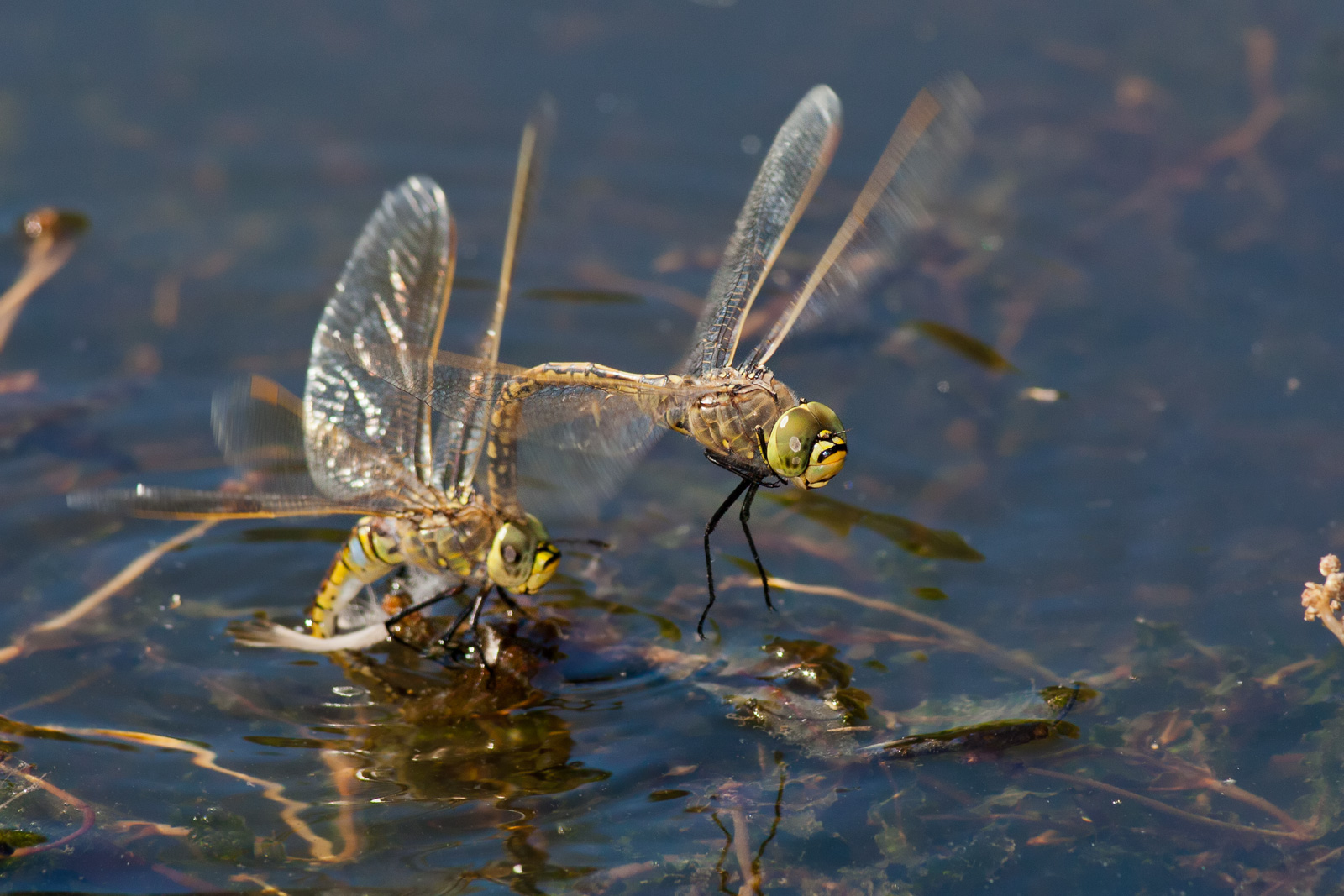
Chuồn chuồn hoàng đế Úc giao phối khi đang đẻ trứng.

Các chủng loài côn trùng hiện chiếm hơn hai phần ba tất cả các chủng loài động vật còn tồn tại. Và hầu hết các chủng loài côn trùng đều giao hợp để sinh sản, dù rằng vài chủng loài có thể linh động trong việc trinh sản. Nhiều chủng loài có hiện tượng lưỡng hình hữu tính, trong khi ở các loài khác thì giới tính gần như giống hệt nhau. Thông thường chúng có hai giới tính, với con đực tạo ra tinh trùng, và con cái tạo ra noãn. Noãn phát triển thành trứng với phần bao bọc xung quanh gọi là màng đệm, mà được hình thành trước khi thụ tinh bên trong. Côn trùng có nhiều chiến lược giao phối và sinh sản đa dạng mà kết quả thường là con đực sẽ gởi tinh trùng vào bên trong cơ thể con cái, và con cái sẽ giữ chúng cho đến khi sẵn sàng thụ tinh cho trứng. Sau khi thụ tinh và tạo thành hợp tử, tùy theo mức độ phát triển đa dạng; ở vài chủng loài, trứng thường được để bên ngoài cơ thể con cái, hoặc ở các loài khác thì trứng sẽ phát triển trong cơ thể con cái, và sẽ trở thành con non khi được sinh ra.

### Các loài động vật có vú
Có ba loại động vật có vú còn tồn tại: Động vật đơn huyệt, Eutheria, và Thú có túi, tất cả đều thụ tinh bên trong. Ở các loài động vật có vú mang nhau thai (Eutheria), con được sinh ra là con non yếu: có cơ thể hoàn chỉnh với cơ quan sinh dục hiện diện dù rằng chưa có chức năng sinh sản. Sau vài tháng hoặc vài năm, cơ quan sinh dục mới phát triển hơn, đến độ trưởng thành. Và động vật trở nên trưởng thành về sinh dục. Hầu hết các con cái chỉ có thể sinh sản được trong những khoảng thời gian nhất định trong chu kỳ động dục của chúng, và thời điểm mà chúng sẵn sàng giao phối. Các cá thể đực và cái thường tìm gặp nhau và giao phối. Với hầu hết các loài động vật có vú, những con đực và con cái trao đổi bạn tình trong suốt đời sống trưởng thành của chúng.

#### Động vật có vú mang nhau thai

##### Giống đực
Hệ thống sinh sản ở động vật có vú giống đực gồm hai bộ phận chính: dương vật và tinh hoàn, và tinh hoàn là nơi mà tinh trùng được tạo ra. Ở người, cả hai bộ phận này nằm ở ngoài khoang bụng, nhưng với nhiều loài động vật khác thì chúng có thể nằm hoàn toàn bên trong. Ví dụ như dương vật của loài chó thường nằm ở trong, chỉ trừ khi chúng giao phối. Việc có tinh hoàn nằm ngoài khoang bụng tạo điều kiện tốt nhất cho việc điều hòa thân nhiệt cho tinh trùng, vì chúng cần một nhiệt độ cụ thể để sống sót được. Vị trí nằm bên ngoài cũng giúp giảm được tỉ lệ đột biến phát sinh bởi sự ảnh hưởng của nhiệt độ ở mô phôi của giống đực. Tinh trùng nhỏ hơn hai giao tử và thường có vòng đời khá ngắn, do đó con đực phải tạo ra liên tục kể từ khi phát triển về sinh dục cho đến khi chết. Những tinh trùng được tạo ra sẽ được trữ ở mào tinh hoàn cho đến khi xuất tinh. Những tế bào tinh trùng có thể di chuyển được và chúng bơi bằng cách sử dụng phần roi giống như chiếc đuôi, đẩy chúng về phía trứng. Tinh trùng dò theo gradien nhiệt độ (thermotaxis) và gradien hóa học (chemotaxis) để xác định vị trí của noãn.

##### Giống cái
Hệ thống sinh sản ở động vật có vú giống cái cũng tương tự như giống đực, với hai bộ phận chính: âm đạo và tử cung, hoạt động như là nơi tiếp nhận và chứa tinh trùng. Còn buồng trứng tạo ra noãn ở con cái. Những bộ phận này đều nằm bên trong cơ thể. Âm đạo được nối liền với tử cung qua cổ tử cung, còn tử cung được nối liền với buồng trứng qua các ống dẫn trứng. Vào những khoảng thời gian nhất định, buồng trứng sẽ tạo ra một noãn, đi qua ống dẫn trứng và vào tử cung.
Nếu trên đoạn đường di chuyển này mà noãn gặp tinh trùng, thì trứng sẽ chọn một tinh trùng nào đó để hợp nhất; điều này được gọi là sự thụ tinh. Sự thụ tinh thường xảy ra ở vòi trứng, nhưng cũng có thể xảy ra ở tử cung. Hợp tử sẽ tự cấy chính nó vào vách tử cung, nơi mà nó sẽ bắt đầu quá trình phát triển thành phôi và định hình. Khi đã phát triển đầy đủ để sống sót bên ngoài tử cung, sự co giãn cổ tử cung sẽ đẩy thai nhi ra ngoài qua ống sinh, đó là âm đạo.
Noãn là những tế bào sinh dục của con cái, lớn hơn rất nhiều so với tinh trùng và được tạo ra bình thường trong buồng trứng trước khi thai được sinh ra. Chúng hầu như cố định ở một vị trí bên trong buồng trứng trước khi chuyển đến tử cung, và có chứa dưỡng chất cần thiết cho hợp tử và phôi sau này. Trong những khoảng thời gian đều đặn, để phản ứng lại tín hiệu của các kích thích tố, một quá trình tạo trứng xảy ra và sinh ra một noãn rồi đưa xuống ống dẫn trứng. Nếu không được thụ tinh, noãn này sẽ bị đẩy ra ngoài theo chu kỳ kinh nguyệt ở người và các loài khỉ không đuôi lớn, hoặc được tái hấp thụ ở các loài động vật có vú khác trong chu kỳ động dục.

##### Thai kỳ

Những trạng thái ban đầu trong quá trình phát triển phôi ở người.

Thai kỳ, hay còn gọi là sự mang thai ở người, là khoảng thời gian mà thai nhi phát triển, phân chia bằng nguyên phân bên trong cơ thể con cái. Trong suốt thời gian này, thai nhi nhận được tất cả dưỡng chất và máu có oxy từ con cái, mà đã được lọc qua nhau thai gắn liền với bụng của thai nhi bằng dây rốn. Việc hấp thu chất dinh dưỡng như thế này có thể là một gánh nặng đối với con cái, và con cái cần phải tiêu thụ lượng calo cao hơn bình thường. Ngoài ra, vài vitamin và dưỡng chất khác cũng được yêu cầu cao hơn bình thường, do đó gây ra thói quen ăn uống bất thường. Thời gian thai nghén, hay là giai đoạn mang thai, thay đổi đa dạng tùy vào các chủng loài; khoảng 40 tuần ở người, 50 ~ 60 tuần ở hươu cao cổ và 16 ngày ở chuột hams.

##### Sự sinh nở
Bài viết chính: Sinh con, đẻ
Một khi thai nhi đã phát triển đầy đủ, những tín hiệu hóa học sẽ bắt đầu quá trình sinh nở, với sự co thắt của tử cung và sự giãn nở của cổ tử cung. Thai nhi sau đó sẽ xuống đến cổ tử cung, nơi mà nó sẽ được đẩy ra ngoài đến âm đạo, cuối cùng là ra khỏi cơ thể con cái. Con non mới sinh, còn được gọi là trẻ sơ sinh ở người, thường sẽ tự bắt đầu hô hấp ngay sau khi sinh. Không lâu sau đó, phần nhau thai cũng được đẩy ra ngoài. Hầu hết các loài động vật có vú sẽ ăn nhau thai, vì nó là một nguồn protein và có chứa các dưỡng chất quan trọng khác cần để nuôi con. Phần cuối của dây rốn gắn liền với bụng của con non cung sẽ tự rơi ra ngoài.

#### Động vật đơn huyệt
Bài viết chính: Động vật đơn huyệt
Ở động vật đơn huyệt, chỉ có năm chủng loài còn tồn tại. Tất cả đều ở Úc và New Guinea, và là động vật có vú đẻ trứng. Chúng có một cơ quan bài tiết và sinh sản gọi là lỗ huyệt. Chúng giữ trứng trong cơ thể khoảng vài tuần, cung cấp dưỡng chất cho trứng, sau đó đẻ và bao bọc trứng như các loài chim. Sau một khoảng thời gian chưa đến hai tuần trứng sẽ nở ra và con non sẽ bò vào túi của con mẹ, như các loài thú có túi. Chúng sẽ được nuôi dưỡng ở đó vài tuần trong khi đang phát triển.

#### Thú có túi
Hệ thống sinh sản của thú có túi khác nhau rõ rệt với các loài động vật có vú mang nhau thai. Con cái phát triển một loại túi noãn hoàng trong tử cung mà sẽ cung cấp dưỡng chất cho phôi. Phôi của vài loài thú có túi sẽ hình thành một bộ phận phụ giống như nhau thai và nối phôi với thành tử cung, mặc dù người ta không chắc chắn rằng bộ phận này có chuyển dưỡng chất từ con mẹ sang phôi hay không. Giai đoạn mang thai là khá ngắn, thường chỉ từ 4 ~ 5 tuần, và phôi được sinh ra ở một giai đoạn vừa mới phát triển.

### Cá
Phần lớn các loài cá đẻ trứng mà sau đó sẽ được thụ tinh bởi con đực, vài chủng loài cá đẻ trứng trên một bề mặt như đá hay thực vật, trong khi những loài khác phân tán trứng và trứng sẽ được thụ tinh khi trôi hoặc chìm trong nước. Một số loài cá tự thụ tinh trứng trong cơ thể chúng và sau đó phân tán các trứng đang phát triển hoặc sinh ra con non. Những loài cá sinh ra con non bao gồm cá bảy màu, Mollies hay Poecilia. Chúng có thể là dạng noãn thai sinh, khi mà trứng được thụ tinh và nở ra trong cơ thể con cái. Hoặc như ở loài cá ngựa, con đực mang những con non đang phát triển trong túi, và sau đó sinh ra chúng. Các loài cá cũng có thể là dạng sinh con, khi mà con cái cung cấp dưỡng chất cho con non đang phát triển bên trong. Vài loài cá là lưỡng tính, và một cá thể có thể mang cả giới tính đực và cái, tự tạo ra trứng và tinh trùng. Chúng có thể cùng lúc mang cả hai giới tính hoặc thay đổi kế tiếp nhau; bắt đầu bằng một giới tính và sau đó đổi sang giới tính khác. Ở ít nhất một loài cá lưỡng tính, sự tự thụ tinh xảy ra khi mà trứng và tinh trùng được giải phóng cùng lúc. Sự tự thụ tinh bên trong cơ thể có thể xảy ra ở một vài chủng loài. Một loài cá không sinh sản bằng phương pháp hữu tính nhưng giao phối để sinh ra con non; Poecilia formosa là một loài cá đơn tính và thường sử dụng hình thức sinh sản là trinh sản, còn gọi là gynogenesis, mà những trứng không thụ tinh sẽ phát triển thành các phôi và cho ra con cái non. Poecilia formosa sẽ giao phối với những con đực của các loài cá khác mà có thể thụ tinh bên trong cơ thể. Tinh trùng của các loài cá này sẽ không thụ tinh cho trứng của Poecilia formosa, nhưng sẽ kích thích trứng phát triển thành phôi.

## Đường dẫn ngoài
- Khan Academy, video lecture